# Leptostylopsis planidorsus
Leptostylopsis planidorsus es una especie de escarabajo longicornio del género Leptostylopsis, tribu Acanthocinini, familia Cerambycidae. Fue descrita científicamente por LeConte en 1873.

## Distribución
Se distribuye por Estados Unidos.

## Descripción
La especie mide 8,5-14 milímetros de longitud. El período de vuelo ocurre en los meses de mayo, junio, julio y agosto.